# Liste der brasilianischen Botschafter im Vereinigten Königreich

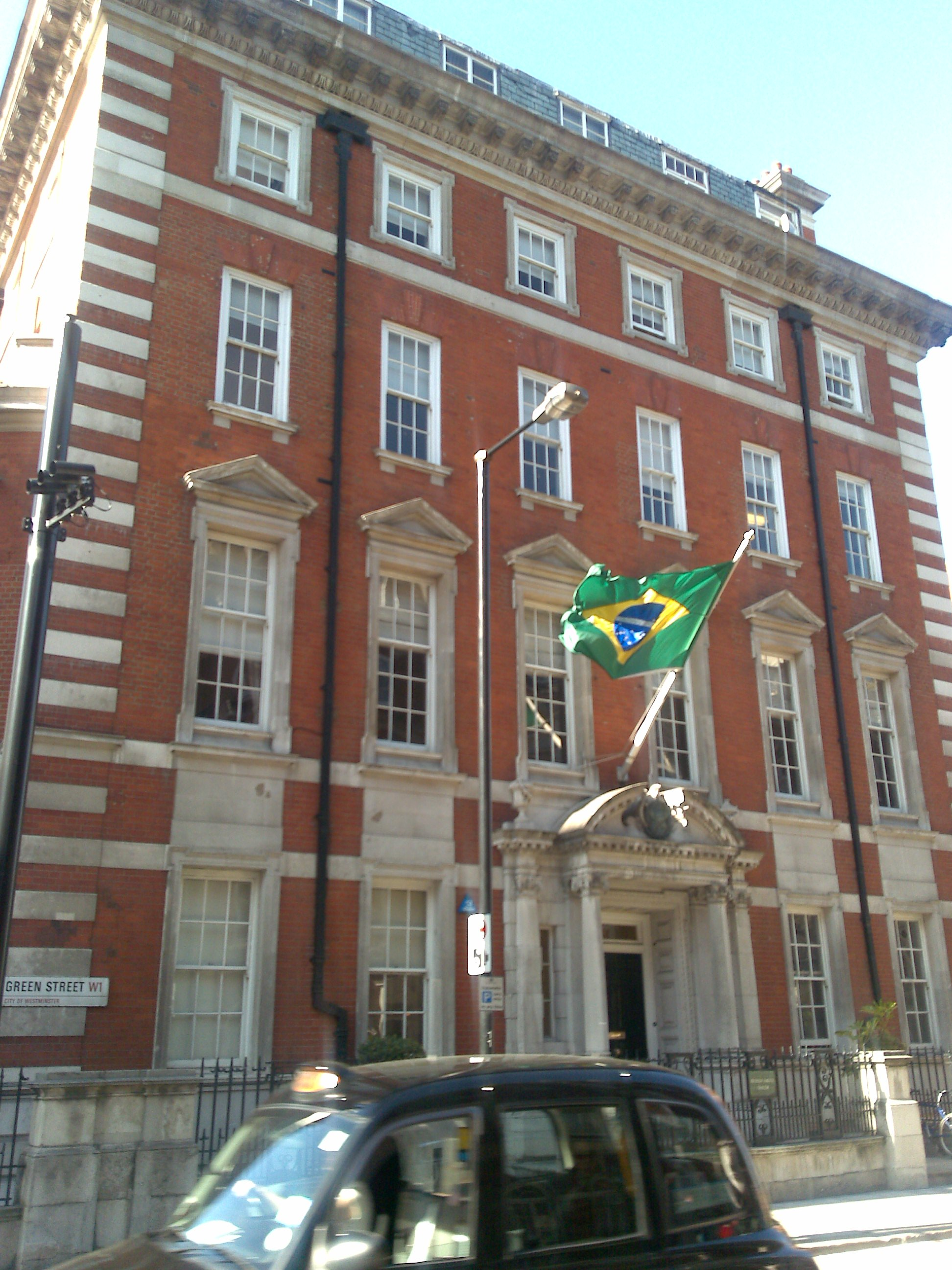
Bis Februar 2011 befand sich die brasilianische Botschaft in 32 Green Street London.

Seit Februar 2011 dient das Gebäude 14–16 Cockspur Street als Botschaft. Es wurde 1906 nach Plänen von Arthur Thomas Bolton (* 1864 in Bayswater; † 1945) für die Hamburg-Amerikanische Packetfahrt-Actien-Gesellschaft errichtet und nach dem Ersten Weltkrieg als Reparation an die Peninsular and Oriental Steam Navigation Company übereignet. Die Fassade der Botschaft bevölkern Skulpturen von William Bateman Fagan, (* 1860; † 9. April 1948).
Der brasilianische Botschafter am Hof von St. James residiert in der 54 Mount Street in London.

## Botschafter
| Ernannt       | Name                                                   | Bemerkungen                                                                    | ernannt während der Regierung von    | akkreditiert während der Regierung von          | Posten verlassen |
| ------------- | ------------------------------------------------------ | ------------------------------------------------------------------------------ | ------------------------------------ | ----------------------------------------------- | ---------------- |
| 1823          | Manoel Rodrigues Gameiro Pessoa, Viscount of Itabaiana |                                                                                | Peter I.                             | Robert Jenkinson, 2. Earl of Liverpool          |                  |
| 1824          | Felisberto Caldeira Brant Pontes                       |                                                                                | Peter I.                             | Robert Jenkinson, 2. Earl of Liverpool          |                  |
| 1825          | Manoel Rodrigues Gameiro Pessoa                        |                                                                                | Peter I.                             | Robert Jenkinson, 2. Earl of Liverpool          |                  |
| 1831          | José Araujo Ribeiro, Viscount of Rio Grande            |                                                                                | Peter II.                            | Charles Grey, 2. Earl Grey                      |                  |
| 1835          | Manoel Antonio Galvão                                  |                                                                                | Peter II.                            | William Lamb, 2. Viscount Melbourne             |                  |
| 1840          | Felisberto Caldeira Brant Pontes                       |                                                                                | Peter II.                            | William Lamb, 2. Viscount Melbourne             |                  |
| 1841          | José Marques Lisboa                                    |                                                                                | Peter II.                            | Robert Peel                                     |                  |
| 1851          | Sérgio Teixeira de Macedo                              |                                                                                | Peter II.                            | John Russell, 1. Earl Russell                   | 1854             |
| 1855          | Francisco Inácio de Carvalho Moreira                   |                                                                                | Peter II.                            | Henry Temple, 3. Viscount Palmerston            | 1863             |
| 1863          | Unterbrechung der Beziehungen                          | nach der Blockade von Rio de Janeiro 1863                                      | Peter II.                            | Henry Temple, 3. Viscount Palmerston            | 1866             |
| 1866          | Francisco Inácio de Carvalho Moreira                   |                                                                                | Peter II.                            | Edward Smith-Stanley, 14. Earl of Derby         | 1867             |
| 1868          | José Carlos de Almeida Areias                          |                                                                                | Peter II.                            | Benjamin Disraeli                               | 1873             |
| 1873          | Francisco Inácio de Carvalho Moreira                   |                                                                                | Peter II.                            | Benjamin Disraeli                               | 1889             |
| 1890          | João Arthur Souza Corrêa                               |                                                                                | Manuel Deodoro da Fonseca            | William Ewart Gladstone                         | 1900             |
| 1900          | Joaquim Nabuco                                         |                                                                                | Manuel Ferraz de Campos Sales        | Robert Gascoyne-Cecil, 3. Marquess of Salisbury |                  |
| 15. März 1905 | Francisco Régis de Oliveira                            |                                                                                | Francisco de Paula Rodrigues Alves   | Henry Campbell-Bannerman                        | 14. Jan. 1913    |
| 1913          | Adalberto Guerra Duval                                 | Geschäftsträger                                                                | Hermes Rodrigues da Fonseca          | Herbert Henry Asquith                           |                  |
| 13. Aug. 1913 | Eduardo Lisboa                                         | Ministre plénipotentiaire                                                      | Hermes Rodrigues da Fonseca          | Herbert Henry Asquith                           | 1. Juni 1914     |
| 1913          | Adalberto Guerra Duval                                 | Geschäftsträger                                                                | Venceslau Brás Pereira Gomes         | Herbert Henry Asquith                           | 1914             |
| 8. Okt. 1914  | Antonio Fontoura Xavier                                | Gesandter am 2. Januar 1919 wurde die Gesandtschaft zur Botschaft aufgewertet. | Venceslau Brás Pereira Gomes         | Herbert Henry Asquith                           | 7. Nov. 1920     |
| 8. Nov. 1920  | Domício da Gama                                        | Botschafter                                                                    | Epitácio da Silva Pessoa             | David Lloyd George                              | 13. Nov. 1924    |
| 1924          | Carlos Martina Pereira e Souza                         | Geschäftsträger                                                                | Artur da Silva Bernardes             | Ramsay MacDonald                                | 1925             |
| 29. Apr. 1925 | Raul Régis de Oliveira                                 |                                                                                | Artur da Silva Bernardes             | Ramsay MacDonald                                | 26. Dez. 1937    |
| 1937          | Joaquim de Souza Leâo Filho                            | Geschäftsträger                                                                | Getúlio Vargas                       | Neville Chamberlain                             | 1940             |
| 2. März 1940  | João Joaquim de Lima e Silva Moniz de Aragão           |                                                                                | Getúlio Vargas                       | Winston Churchill                               | 13. Juni 1952    |
| 1952          | Jayme Sloan Chermont                                   | Geschäftsträger                                                                | Getúlio Vargas                       | Winston Churchill                               | 1952             |
| 8. Nov. 1952  | Samuel de Sousa Leão Gracie                            |                                                                                | Getúlio Vargas                       | Winston Churchill                               | 10. Nov. 1956    |
| 1956          | Antônio Borges Leal Castello Branco Filho              | Geschäftsträger                                                                | Juscelino Kubitschek                 | Anthony Eden                                    | 1957             |
| 17. Nov. 1957 | Assis Chateaubriand                                    |                                                                                | Juscelino Kubitschek                 | Harold Macmillan                                | 26. Jan. 1960    |
| 1960          | Antônio Borges Leal Castello Branco Filho              | Geschäftsträger                                                                | Juscelino Kubitschek                 | Harold Macmillan                                |                  |
| 1960          | Lauro Muller                                           | Geschäftsträger                                                                | Juscelino Kubitschek                 | Harold Macmillan                                |                  |
| 1960          | Antônio Borges Leal Castello Branco Filho              | Geschäftsträger                                                                | Juscelino Kubitschek                 | Harold Macmillan                                |                  |
| 1961          | Lauro Muller Netto                                     | Geschäftsträger                                                                | Jânio Quadros                        | Harold Macmillan                                |                  |
| 1961          | Antônio Borges Leal Castello Branco Filho              | Geschäftsträger                                                                | Jânio Quadros                        | Harold Macmillan                                |                  |
| 17. Sep. 1961 | José Cochrane de Alencar                               |                                                                                | Jânio Quadros                        | Harold Macmillan                                | 18. Nov. 1963    |
| 1963          | Geraldo Eulálio do Nascimento e Silva                  | Geschäftsträger                                                                | João Goulart                         | Alec Douglas-Home                               | 1964             |
| 21. Jan. 1964 | Carlos Alves de Souza                                  |                                                                                | João Goulart                         | Harold Wilson                                   | 15. Mai 1966     |
| 1966          | George Álvares Maciel                                  | Geschäftsträger                                                                | Humberto Castelo Branco              | Harold Wilson                                   |                  |
| 1966          | Marina de Mendonca Mosodro                             | Geschäftsträger                                                                | Humberto Castelo Branco              | Harold Wilson                                   |                  |
| 1966          | Ronaldo Costa                                          | Geschäftsträger                                                                | Humberto Castelo Branco              | Harold Wilson                                   |                  |
| 1966          | George Álvares Maciel                                  | Geschäftsträger                                                                | Humberto Castelo Branco              | Harold Wilson                                   |                  |
| 1966          | Jayme Sloan Chermont                                   |                                                                                | Humberto Castelo Branco              | Harold Wilson                                   | 1968             |
| 1968          | Francisco de Assis Grieco                              | Geschäftsträger                                                                | Artur da Costa e Silva               | Harold Wilson                                   |                  |
| 1968          | Sérgio Correia da Costa                                |                                                                                | Artur da Costa e Silva               | Harold Wilson                                   | 31. Jan. 1975    |
| 31. Jan. 1975 | Roberto Campos                                         |                                                                                | Ernesto Geisel                       | Harold Wilson                                   | 12. März 1975    |
| 13. März 1975 | Ronaldo Costa Couto                                    | Geschäftsträger                                                                | Ernesto Geisel                       | Harold Wilson                                   | 19. März 1975    |
| 20. März 1975 | Roberto Campos                                         |                                                                                | Ernesto Geisel                       | Harold Wilson                                   | 23. Sep. 1975    |
| 24. Sep. 1975 | Ronaldo Costa Couto                                    | Geschäftsträger                                                                | Ernesto Geisel                       | Harold Wilson                                   | 10. Okt. 1975    |
| 11. Okt. 1975 | Roberto Campos                                         |                                                                                | Ernesto Geisel                       | Harold Wilson                                   | 1982             |
| 1982          | Mário Gibson Barbosa                                   |                                                                                | João Baptista de Oliveira Figueiredo | Margaret Thatcher                               | 1986             |
| 1986          | Celso de Souza e Silva                                 |                                                                                | José Sarney                          | Margaret Thatcher                               | 1989             |
| 1990          | Paulo Tarso Flecha de Lima                             |                                                                                | Fernando Collor de Mello             | John Major                                      | 1993             |
| 1994          | Rubens Antonio Barbosa                                 |                                                                                | Itamar Franco                        | John Major                                      | 1999             |
| 1999          | Sérgio Silva Amaral                                    |                                                                                | Fernando Henrique Cardoso            | Tony Blair                                      | 2001             |
| 2001          | Celso Amorim                                           |                                                                                | Fernando Henrique Cardoso            | Tony Blair                                      | 2002             |
| 2003          | José Maurício Bustani                                  |                                                                                | Luiz Inácio Lula da Silva            | Tony Blair                                      | 2008             |
| 2008          | Carlos Augusto Rego Santos-Neves                       |                                                                                | Luiz Inácio Lula da Silva            | Gordon Brown                                    | 2010             |
| 2010          | Roberto Jaguaribe                                      |                                                                                | Dilma Rousseff                       | David Cameron                                   | 2015             |
| 2015          | Eduardo dos Santos                                     |                                                                                | Dilma Rousseff                       | David Cameron                                   | 2018             |
| 2018          | Fred Aruda                                             | [ 2 ]                                                                          | Michel Temer                         | Theresa May                                     |                  |